# Cotoneaster yakuticus
Cotoneaster yakuticus es una especie de planta del género Cotoneaster, perteneciente a la familia Rosaceae.

## Taxonomía
Cotoneaster yakuticus fue descrita por Jeanette Fryer y Bertil Hylmo en 2009.

## Distribución
Se encuentra en el territorio del Krai de Transbaikalia.